# Еванна Лінч
Еванна Патриція Лінч (англ. Evanna Patricia Lynch, ірл. Evanna Pádraigín Ní Loingsigh; нар. 16 серпня 1991, Термонфекін, графство Лаут) — ірландська акторка.
Стала відомою завдяки ролі Луни Лавґуд у фільмах про Гаррі Поттера.

## З життєпису
Батьки Еванни — Маргарет та Донал — не мали стосунку до мистецтва. Батько був вчителем католицької дівчачої школи, згодом — заступником директора цієї школи. Родина мала четверо дітей — три доньки та сина.
В 11-річному віці в Еванни було діагностовано анорексію, через що довелось пройти курс лікування.
Початкову освіту здобула в національній школі, згодом була дівчача католицька школа, а з 2008 року — Ірландський центр для одарованих дітей, де вивчала драматичне мистецтво та абстрактну фантастику. У 2010 році стала студенткою Ірландського інституту освіти.
Зріст акторки — 1 м 58 см, вегетаріанка, пропагувала відмову від м'яса. Борець за легалізацію одностатевих шлюбів. Займалась благодійністю — у 2010 році збирала кошти для ірландців, хворих на розсіяний склероз.
Мала любовний роман з колегою-актором Робі Джарвісом — у 2016 році пара розлучилась.

## В мистецтві
В лютому 2006 року однією з 15 тисяч претенденток на роль Луни Лавґуд і перемогла у відборі. До 2011 року знялась в чотирьох фільмах із серії Гаррі Поттер.
У 2012 році зіграла роль Елен в англійському багатосерійному бойовику «Синдбад», у 2013 році була роль Макензі Прайс в комедії «Коли кращий друг — гей», у 2015 році зіграла Бриджит Ріордан в серіалі «Денні та зоопарк».
Навесні 2013 року грала роль в спектаклі про ілюзіоніста Гаррі Гудіні, де зіграла дружину та асистентку головного героя.

## Фільмографія

### Кінофільми
| Рік  | Назва                                         | Роль                   |
| ---- | --------------------------------------------- | ---------------------- |
| 2007 | Гаррі Поттер і Орден Фенікса                  | Луна Лавґуд            |
| 2009 | Гаррі Поттер і напівкровний Принц             | Луна Лавґуд            |
| 2010 | Гаррі Поттер і Смертельні реліквії: Частина 1 | Луна Лавґуд            |
| 2011 | Гаррі Поттер і Смертельні реліквії: Частина 2 | Луна Лавґуд            |
| 2013 | Коли найкращий друг — гей                     | Маккензі Прайс         |
| 2015 | Addiction: A 60's Love Story                  | Тереза Борнштейн       |
| 2015 | My Name Is Emily                              | Емілі Іґан             |
| 2019 | Madness in the Method                         | Еббі Фокс              |
| 2024 | My Freaky Family                              | Бетті Флад (озвучення) |

### Відеоігри
| Рік  | Назва                                         | Роль                    |
| ---- | --------------------------------------------- | ----------------------- |
| 2007 | Гаррі Поттер і Орден Фенікса                  | Луна Лавґуд (озвучення) |
| 2009 | Гаррі Поттер і напівкровний Принц             | Луна Лавґуд (озвучення) |
| 2010 | Harry Potter and the Deathly Hallows – Part 1 | Луна Лавґуд (озвучення) |
| 2011 | Harry Potter and the Deathly Hallows – Part 2 | Луна Лавґуд (озвучення) |
| 2016 | Lego Dimensions                               | Луна Лавґуд (озвучення) |